# Stanisław Tomasiewicz
Stanisław Tomasiewicz (ur. 20 kwietnia 1893 w Tarnowie, zm. 8 listopada 1916 w Baranowiczach) – podporucznik Legionów Polskich, kawaler Orderu Virtuti Militari.

## Życiorys
Urodził się 20 kwietnia 1893 w Tarnowie w rodzinie Józefa i Anny z d. Baracz. W Tarnowie uczęszczał do gimnazjum.  (Informacja, jakoby po jego ukończeniu rozpoczął studia na Wydziale Prawa UJ, jest błędna). Od 1914 należał do Polskich Drużyn Strzeleckich. 
16 sierpnia 1914 wstąpił w szeregi Legionów Polskich i otrzymał przydział do 2 kompanii, 1 baonu 2 pułku piechoty. W formacjach legionowych uczestniczył w ich całej kampanii.  Wziął udział w kampanii karpackiej, był ranny 22 grudnia 1914 r. pod Czuszką. Szczególne zasługi miał podczas bitwy pod Kostiuchnówką położonej nad Styrem, która odbyła się w dniach 4−6 lipca 1915. W czasie wykonywanego nocnego wypadu prowadząc swój oddział zaatakował pozycje rosyjskie biorąc do niewoli jeńców oraz zdobywając ich sprzęt wojskowy. Za czyn ten odznaczony Krzyżem Srebrnym Orderu Wojskowego Virtuti Militari. Zmarł w Baranowiczach na skutek ran, które odniósł podczas bitwy. Pośmiertnie został również odznaczony Krzyżem Niepodległości. Rodziny nie założył.

## Ordery i odznaczenia
- Krzyż Srebrny Orderu Wojskowego Virtuti Militari (nr 7044)[4]
- Krzyż Niepodległości – pośmiertnie[4]